# Juan Carlos Prado Ángelo
Juan Carlos Prado Ángelo (Santa Cruz de la Sierra, 6 de marzo de 2005) es un tenista profesional boliviano.

## Trayectoria
Prado Ángelo llegó a la final del torneo individual masculino del Torneo de Roland Garros 2023, convirtiéndose en el primer boliviano en la historia en alcanzar una final individual de un Grand Slam júnior. No obstante, perdió en sets seguidos en la final ante el croata Dino Prižmić.

## Títulos ATP Challenger (3; 1+2)

### Individuales (1)
| N.° | Fecha               | Torneo             | Superficie    | Oponente en la final | Resultado |
| --- | ------------------- | ------------------ | ------------- | -------------------- | --------- |
| 1.  | 28 de junio de 2025 | Challenger de Lima | Tierra batida | Gonzalo Bueno        | 6-4, 7-5  |

### Dobles (2)
| Nr. | Fecha              | Torneo                     | Superficie    | Pareja            | Finalistas                       | Resultado Final |
| --- | ------------------ | -------------------------- | ------------- | ----------------- | -------------------------------- | --------------- |
| 1.  | 9 de marzo de 2025 | Challenger de Hersonissos  | Dura          | Mark Whitehouse   | Dennis Novak Zsombor Piros       | 7-6(7), 6-2     |
| 2.  | 4 de mayo de 2025  | Challenger de Porto Alegre | Tierra batida | Federico Zeballos | Lautaro Midón Gonzalo Villanueva | 7-5, 7-5        |